# Pseudogaurotina magnifica
Pseudogaurotina magnifica är en skalbaggsart som beskrevs av Plavilstshikov 1958. Pseudogaurotina magnifica ingår i släktet Pseudogaurotina och familjen långhorningar. Inga underarter finns listade i Catalogue of Life.